# Section 8
Section 8 var ett svenskt hardcoreband, bildat sommaren 1995 i Skänninge. Efter en dryg månad av repetitioner gjorde bandet sin första spelning.
Section 8 influerades av grupper som Minor Threat, Gorilla Biscuits, Chain of Strength och Youth of Today. Vid åtminstone ett tillfälle genomförde bandet en hel konsert med endast Minor Threat-covers.
Bandet enda album, Make Ends Meet, gavs ut på Burning Heart Records år 2000.

## Diskografi

### Album
- 2000 - Make Ends Meet

### EP
- 1998 - Throw a Spanner Into the Works
- 1999 - Section 8